# Eyserbosweg
L'Eyserbosweg est une rue en côte du village néerlandais d'Eys faisant partie de la commune de Gulpen-Wittem dans la province du Limbourg aux Pays-Bas. 

## Cyclisme
La rue en côte commence dans le village d'Eys et se dirige vers le nord. Elle est régulièrement parcourue par la classique cycliste Amstel Gold Race. En 2014, la route faisait partie de la 7e étape de l'Eneco Tour.